# Спальний вагон

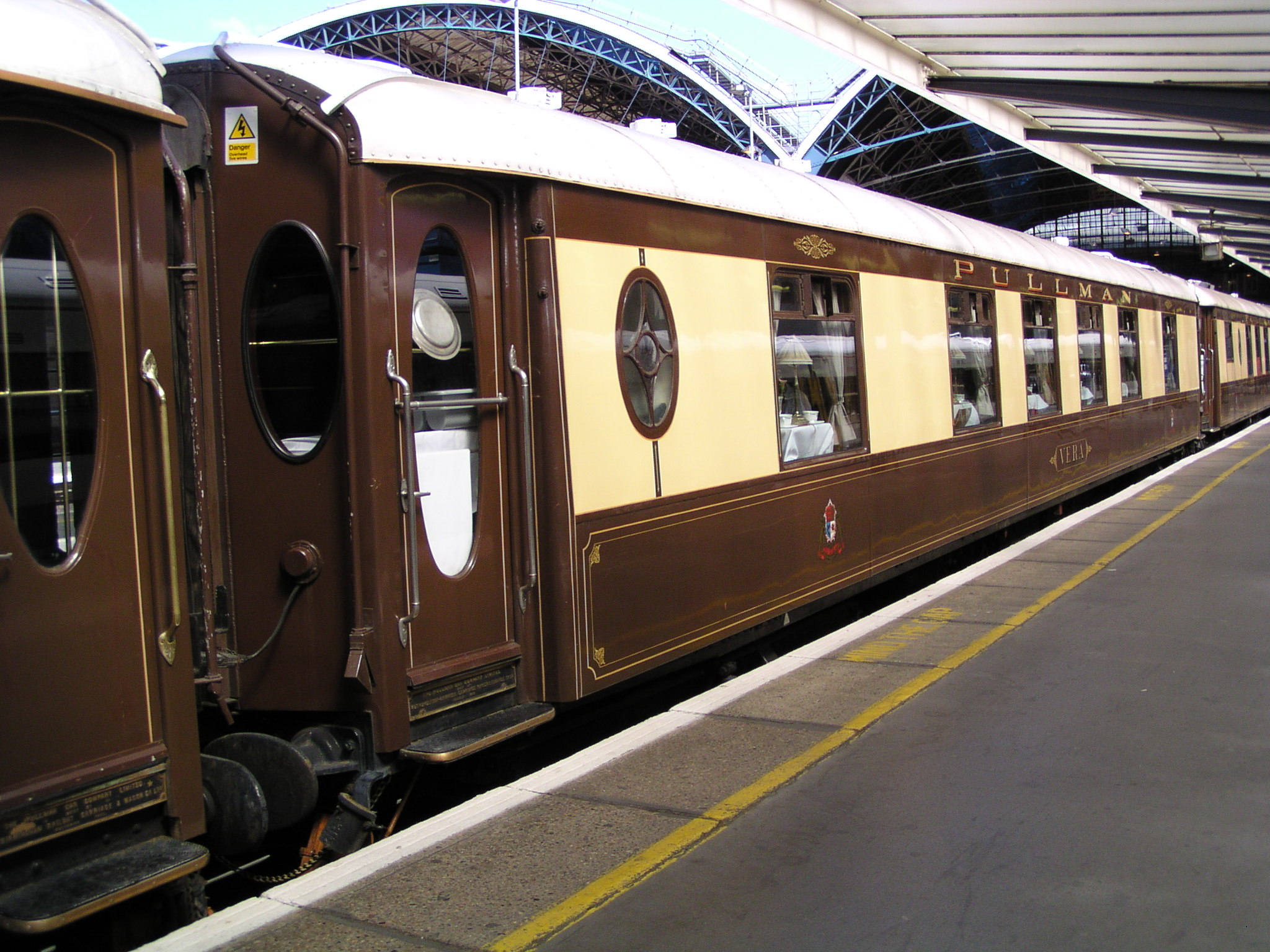
Колишній вагон Brighton Belle Pullman на вокзалі Лондон Вікторія, зараз є частиною Східний експрес «Венеція—Симплон»

Спальний вагон, СВ (вагон першого класу) — залізничний вагон, призначений для розміщення пасажирів при їх перевезенні з забезпеченням необхідних зручностей у складі пасажирських поїздів.
Випуск перших комфортабельних спальних вагонів вперше розпочато компанією «Пульман» Джорджа Мортімера Пульмана в 1864 році.